# 樂團首席
樂團首席，是指管弦樂團中的第一小提琴首席或稱團長，未必一定是副指揮家。
每種樂器會有自己的首席，首席負責平衡和帶領樂團各聲部的演奏。樂隊首席同時也負責樂團的調音。
在管弦樂團中，全樂團的首席通常由第一小提琴首席擔任。管樂隊裡的樂團首席通常由長笛首席或單簧管首席（亦有雙簧管首席）擔任，負責所有的獨奏部，同時也負責樂團的音準與調音。為管樂隊中十分重要的職位，有需要會兼任副指揮。

## 参見
- 指挥
- 小提琴